# Паисий (Виноградов)
Епископ Паисий (в миру Пётр Иванович Виноградов; 19 [31] декабря 1837, селение Ковжа, Новгородская губерния — 26 декабря 1908 [8 января 1909], Астрахань) — епископ Русской православной церкви, епископ Туркестанский и Ташкентский.

## Биография
Родился в семье диакона селения Ковжа Новгородской губернии.
По окончании учения в Новгородской духовной семинарии (1857), он поступил на службу в военное ведомство полковым священником.
Печатать свои сочинения начал с самого принятия священного сана.
По смерти жены поступил в Московскую духовную академию для продолжения образования, которую окончил со степенью кандидата богословия в 1872 году.
Затем два года состоял преподавателем латинского языка в Витебской Духовной семинарии, откуда перешёл на должность законоучителя мужской и женской витебских гимназий одновременно. Пробыв шесть лет в этой должности, он, по предложению преосвященнаго Маркелла, занял место ректора в Витебской Духовной семинарии и принял монашество.
Был редактором Витебских Епархиальных Ведомостей и цензором проповедей.
Бывший ревизор означенной семинарии С. И. Миропольский в своём отчёте о ревизии Витебской семинарии отозвался так: «Витебская Духовная семинария всем своим устройством обязана ректору, архимандриту Паисию».
Следствием такого отзыва было то, что Святейший Синод послал архимандрита Паисия устраивать совершенно расстроенную Тифлисскую Духовную семинарию, ректор которой, протоиерей Павел Чудецкий, был убит 24 мая 1886 года. Новый ректор водворил в Тифлисской семинарии спокойствие и привёл экономическую часть в ней в отличное состояние. В семинарии оказался недочёт в 2700 рублей; ректор Паисий в один год выплатил этот долг и в то же время ввёл преподавание медицины, музыки и рисования, получая на содержание семинарии ту же сумму, какая отпускалась и прежде. В семинарской церкви не было ни приличных облачений, ни другой церковной утвари; ректор приобрёл прекрасную ризницу, отличной работы Хлебникова напрестольный крест и ковчег и вызолотил иконостас.
Вследствие сильного напряжения и летних жаров, ректор Паисий через три года, по просьбе его, был переведён и назначен настоятелем Владимиро-Волынского монастыря.
Вызван на чреду служения и проповеди в Санкт-Петербург.
7 июля 1891 года в Санкт-Петербурге в соборе Александро-Невской лавры хиротонисан во епископа Владимиро-Волынского, викария Волынской епархии.
С 16 июня 1902 г. епископ Кременецкий, викарий Волынской епархии.
С 18 декабря 1902 года — епископ Туркестанский и Ташкентский.
Освятил закладку Вознесенского кафедрального собора в Алма-Ате.
Принимал строгие меры по укреплению дисциплины духовенства. По вопросу о переносе кафедры в Ташкент вошёл в острый конфликт с местными имперскими властями, что вызвало реакцию — большинство городских храмов (в том числе и окормлявших гражданское население и созданных на его средства) были изъяты из епархиального ведения и переданы в ведомство Санкт-Петербургского протопресвитера военного и морского духовенства. В обстановке революции 1905—1907 годов это вызвало церковные нестроения во всей епархии, среди духовенства стали раздаваться призывы к «обновлению и демократизации церковной жизни», вылившиеся впоследствии в обновленческий раскол.
Оказавшись в такой ситуации, преосвященный Паисий подал прошение об уходе на покой. 20 января 1906 года прошение было удовлетворено — освобожден от управления епархией по преклонности лет на покой.
Добиться возвращения храмов удалось только преемнику епископа Паисия, Димитрию (Абашидзе).
С 23 августа 1907 года — настоятель Иоанно-Предтеченского монастыря Астраханской епархии.
Скончался 26 декабря 1908 года. Погребён в астраханском Иоанно-Предтеченском мужском монастыре в склепе-крипте под Сретенским храмом. В 1976 году во время археологических работ были обретены останки этого архиерея.

## Награды
Ещё в полку он получил скуфью, хотя в то время награды давались не щедро.
В семинарии он получил камилавку, в гимназии наперсный крест.
В бытность ректором семинарий Витебской и Тифлисской он получил ордена Святой Анны 2 степени и Святого Владимира 4 степени; в сане епископа — Святого Владимира 3 степени и Святой Анны 1 степени.

## Сочинения
- «Послание епархиальному духовенству». «Прибавление к „ЦВ“» 1903, № 45, с. 1731—1733.
- «Речь при наречении его во епископа Владимиро-Волынского». «Приб. к „ЦВ“» 1891, № 28, с. 928.
- «Подробное объяснение литургии».
- «Жизнь свв. ветхозаветных мужей и жен».
- «Преподобный Сергий Радонежский и святые, почивающие в Троице-Сергиевой Лавре, с указанием достопримечательностей её».
- «Жизнь всех святых».
- «Ежедневная душевая пища».
- «Краткая священная история».
- «О лживости и вредности учения раскольников феодосиян».
- «Разговор между евреем и христианином из евреев о христианской вере».